# Ryckewaertshof/Anto Diez

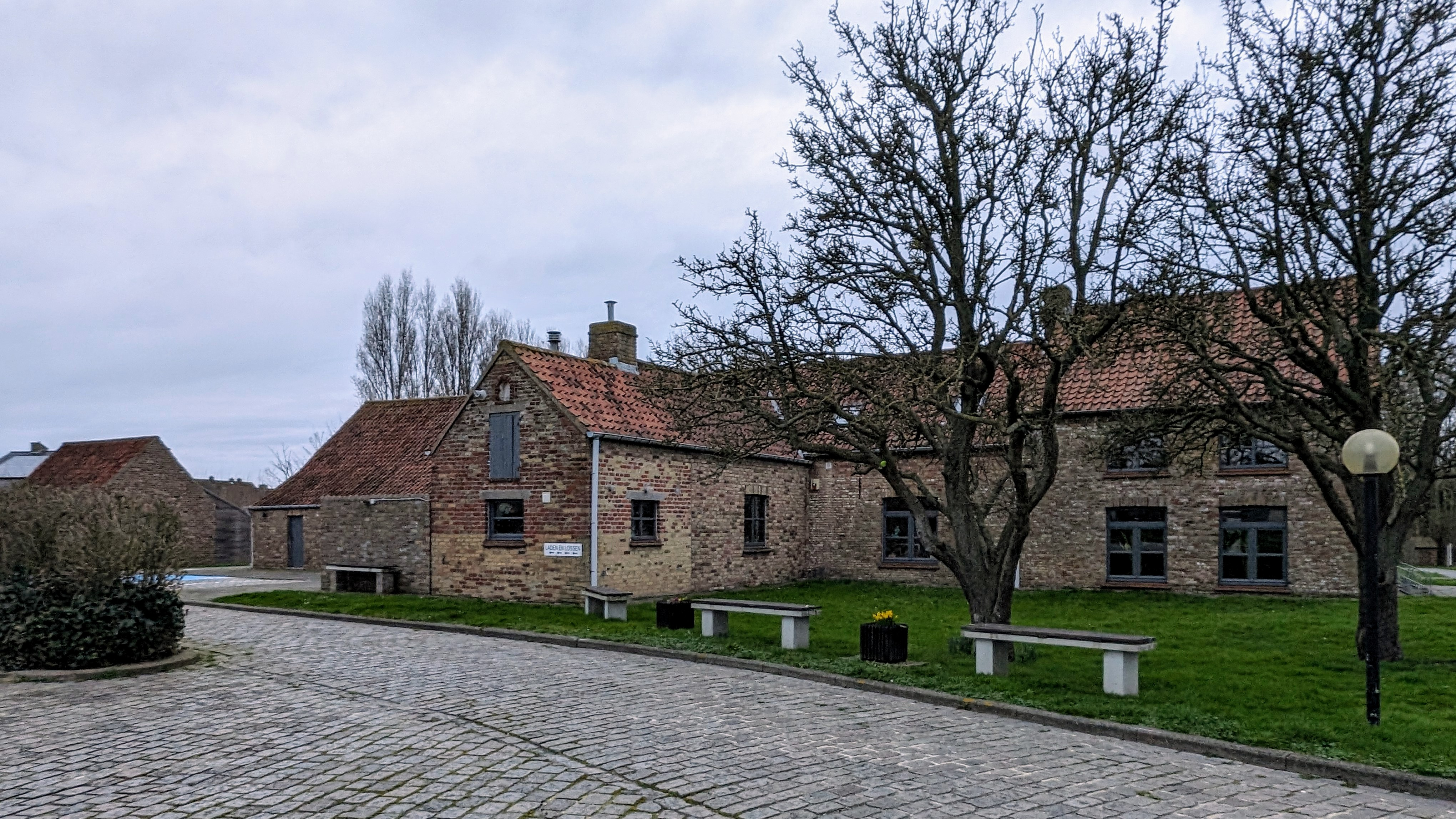
Ryckewaertshof/Anto Diez

Het Ryckewaertshof/Anto Diez is een museum en voormalige hoeve uit de 13e of 14e eeuw, gebouwd door benedictijnen van de abdij van Saint-Riquier, West-Vlaanderen. In deze hoeve wordt ook de herinnering aan de schilder Anto Diez levendig gehouden. Het bijgebouw uit het begin van de 21e eeuw is de thuisbasis van de lokale vrijzinnig-humanistische vereniging De Fakkel.
De monniken uit de Franse abdij stichtten in Bredene-Dorp in 1087 ook een priorij, in de 16e eeuw verwoest door beeldenstormers, muitende Spanjaarden of vrijbuiters. In 1980 kocht de gemeente Bredene het gebouw en vormde het om tot een cultureel centrum.
Anto Diez (1914-1992) was een figuratief kunstschilder en eerste ereburger van de gemeente. Hij schonk aan de gemeente een schilderijencollectie die permanent in het Ryckewaertshof wordt tentoongesteld.

## Galerij

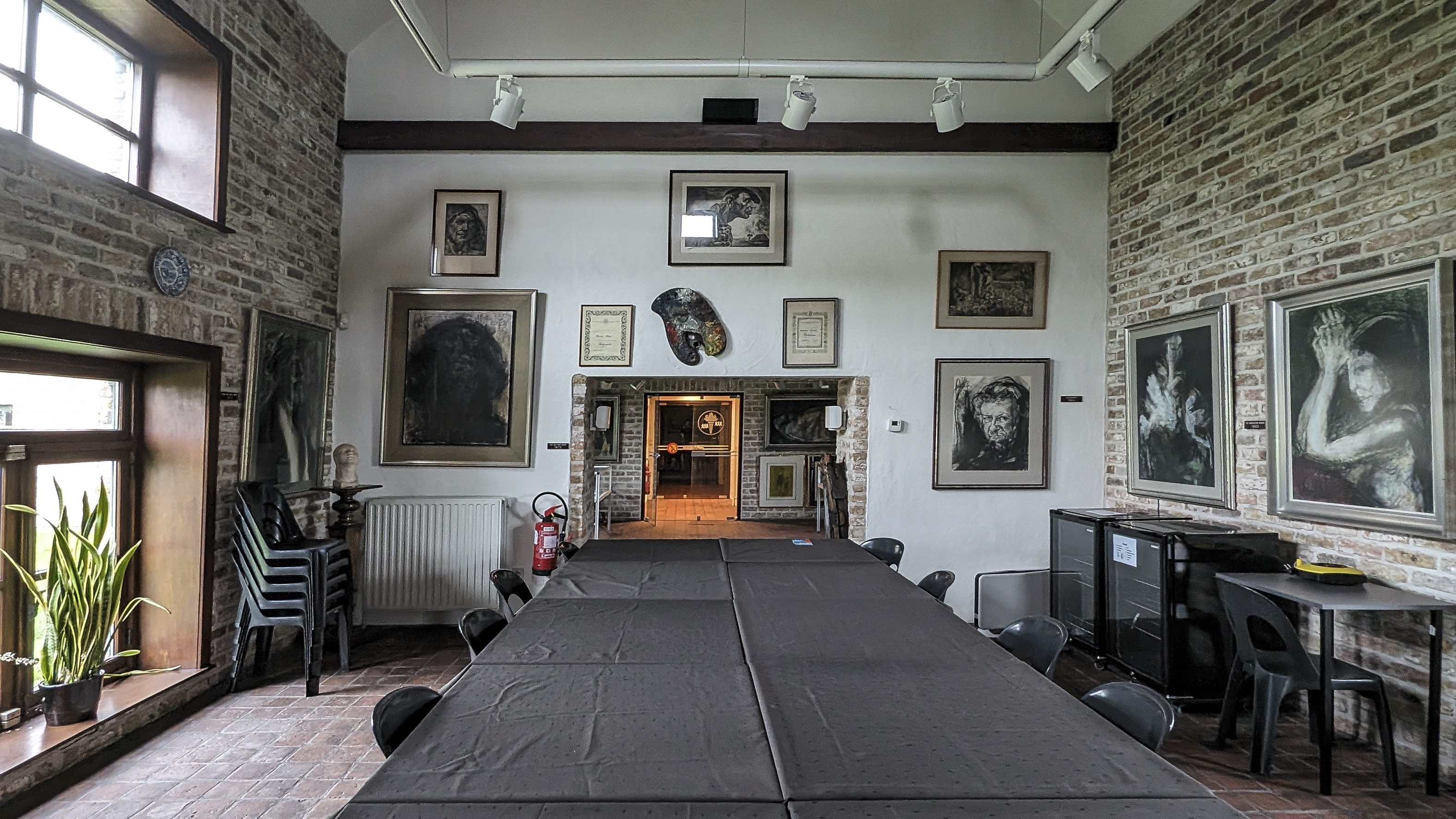
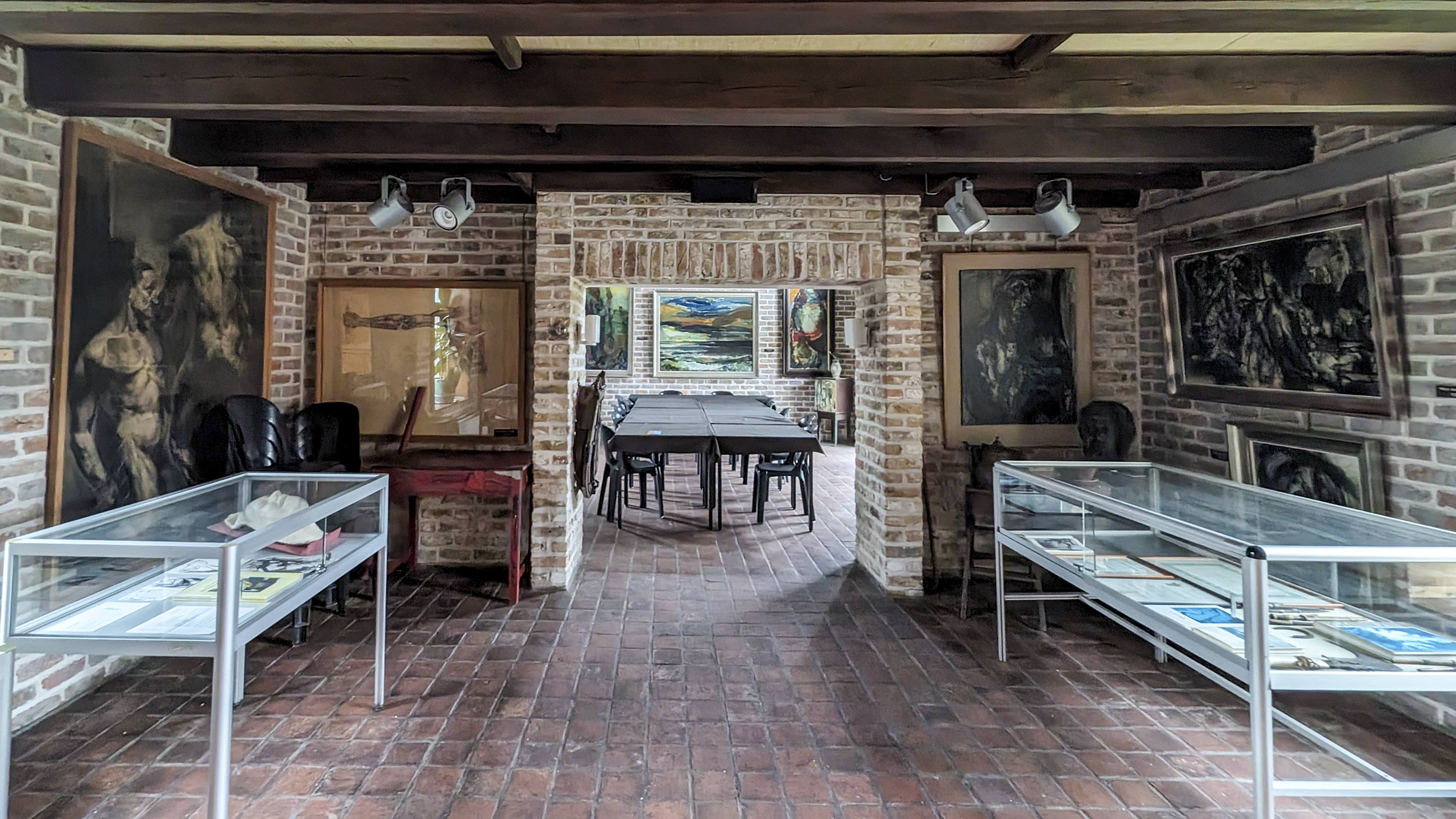